# Autriche intérieure

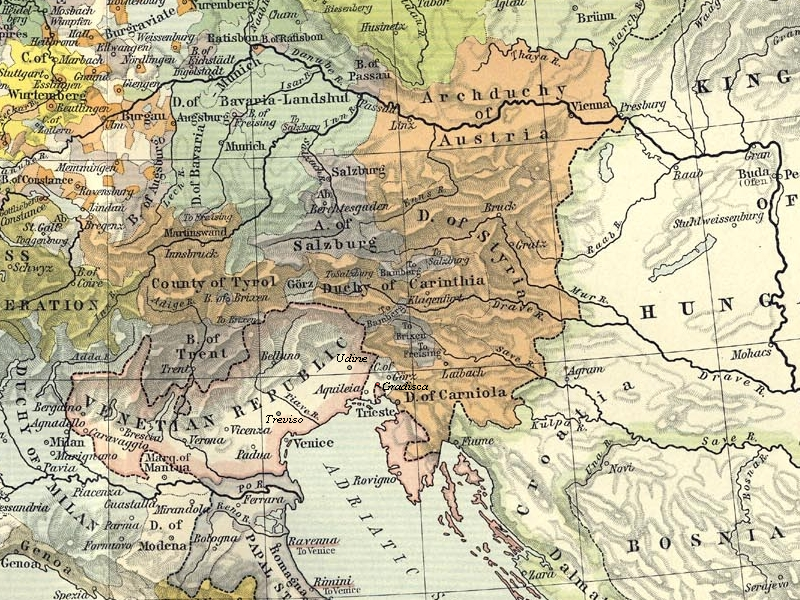
Carte des territoires gouvernés par les Habsbourg vers l'an 1477 (en orange) : on distingue le duchés de Styrie, Carinthie et Carniole, ainsi que la ville de Trieste, qui forment l'Autriche intérieure, par opposition à l'archiduché d'Autriche au Nord-Est. A l'Ouest, on note le Tyrol, souvent associé à l'Autriche antérieure.

Ne doit pas être confondu avec Autriche antérieure.
L'Autriche intérieure (Innerösterreich en allemand ; Notranja Avstrija en slovène) est un terme utilisé entre la fin du XIVe siècle et le XVIIe siècle pour désigner l'ensemble des territoires du Saint-Empire au sud de col du Semmering, gouvernés par la maison de Habsbourg : les duchés de Styrie, Carinthie et Carniole, ainsi que les possessions du Littoral autrichien (Goritz, Trieste et Istrie). La ville capitale était Graz en Styrie.
La désignation remonte à la division entre les branches albertine et léopoldine de la dynastie scellé par le traité de Neuberg conclu en 1379. Avec l'archiduché d'Autriche et l'Autriche antérieure, les pays de l'Autriche intérieure sont inclus dans les territoires héréditaires des Habsbourg.

## Histoire
Après son élection en tant que roi des Romains en 1273, Rodolphe Ier de Habsbourg a commencé à récupérer les fiefs accomplis du duché d'Autriche, de Styrie et de Carinthie, occupés par les forces du roi Ottokar II de Bohême. Ottokar s'opposa au vote et n'en reconnut pas l'autorité. Lors de la diète à Augsbourg en 1275, la mise au ban de l'Empire est prise par Rodolphe à l'encontre d'Ottokar ; trois ans plus tard, les deux parties se retrouvaient à la bataille de Marchfeld : les forces d'Ottokar furent finalement vaincues, et lui-même trouva la mort sur le champ de bataille. 
Cette victoire était d'une importance majeure pour les pays autrichiens et la naissance ultérieure de la monarchie de Habsbourg. Rodolphe a commencé d'établir une base de pouvoir au Sud-Est de l'Empire : en 1282, il a cédé les duchés d'Autriche et Styrie, gouvernés en commun depuis 1186, avec la marche de Carniole et la marche windique à ses fils Albert et Rodolphe II. Tous deux deviennent ainsi des Princes du Saint-Empire. L'année suivante, les règles dynastiques de succession, selon le principe de la primogeniture sur le modèle français, ont été fixées et les pays autrichiens ont été attribués au fils aîné Albert. Les Habsbourg gouvernèrent ces « pays héréditaires » jusqu'en 1918.

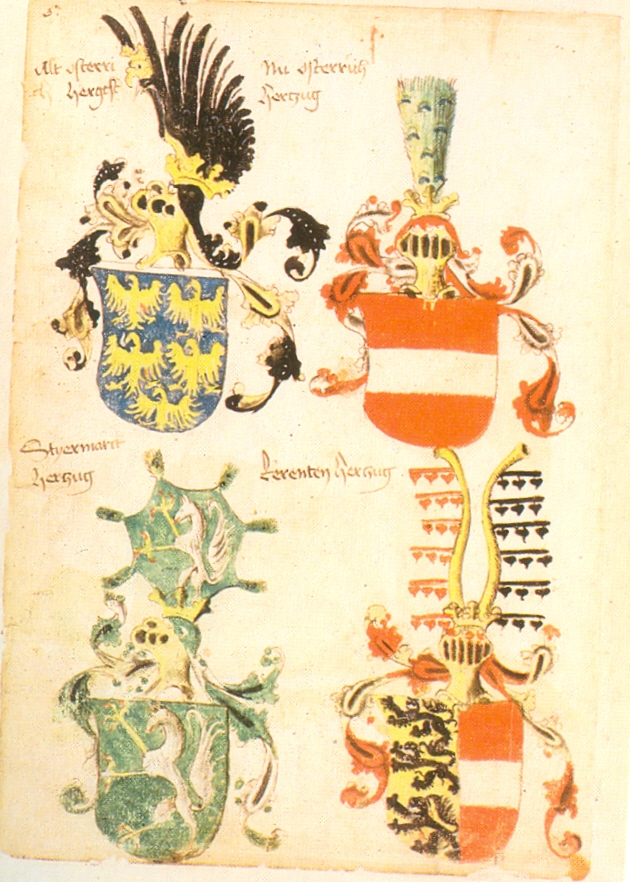
Les blasons d'Autriche (ancienne et nouvelle heraldique), de Styrie et de Carinthie, Codex Ingeram (1459)

Les possessions de la dynastie ont augmenté avec l'acquisation du duché de Carinthie en 1335 et le comté de Tyrol en 1363, ainsi que des petits territoires italiens sur la côte adriatique (les seigneuries de Duino et de Pisino (Mitterburg) dans l'ancienne marche d'Istrie). En 1359, le duc Rodolphe IV d'Autriche fit faire le document falsifié du Privilegium Maius établissant l'indivisibilité des pays habsbourgeois; en 1364, il se mit d'accord avec ses jeunes frères Albert III et Léopold III sur la propriété conjointe.

### Première séparation
Néanmoins, après le décès soudain de Rodolphe IV en 1365, la dynastie se séparent en deux branches - lors du traité de Neuberg, conclu par ses frères cadets à l'abbaye de Neuberg en 1379 : 
- la lignée albertinienne (d'après Albert III) qui règne sur le duché d'Autriche à Vienne ;
- la lignée léopoldinienne (d'après Léopold III) qui règne sur l'Autriche intérieure, ce sont les pays de Styrie jusqu'à Wiener Neustadt et de Carinthie, le nouveau duché de Carniole avec la marche windique, ainsi que les possessions des Habsbourg dans l'Adriatique et Istrie, le Tyrol et les pays d'origine en Souabe (l'Autriche antérieure) ; la cité de Trieste s'associa en 1382.

Après le décès d'Albert III en 1395, des questions d'héritage ont une fois de plus entraîné des conflits entre son fils Albert IV et les héritiers de Léopold III qui était déjà tombé à la bataille de Sempach en 1386. À la mort des fils aînés Guillaume en 1406 et Léopold IV en 1411, la lignée léopoldinienne des frères plus jeunes est à nouveau séparée en deux branches : 
- la lignée d'Autriche intérieure avec Ernest de Fer résidant à Graz, duc de Styrie, Carinthie et Carniole ;
- la lignée d'Autriche supérieure (le Tyrol et les possessions souabes de l'Autriche antérieure) avec Frédéric IV à la Bourse vide résidant à Innsbruck.

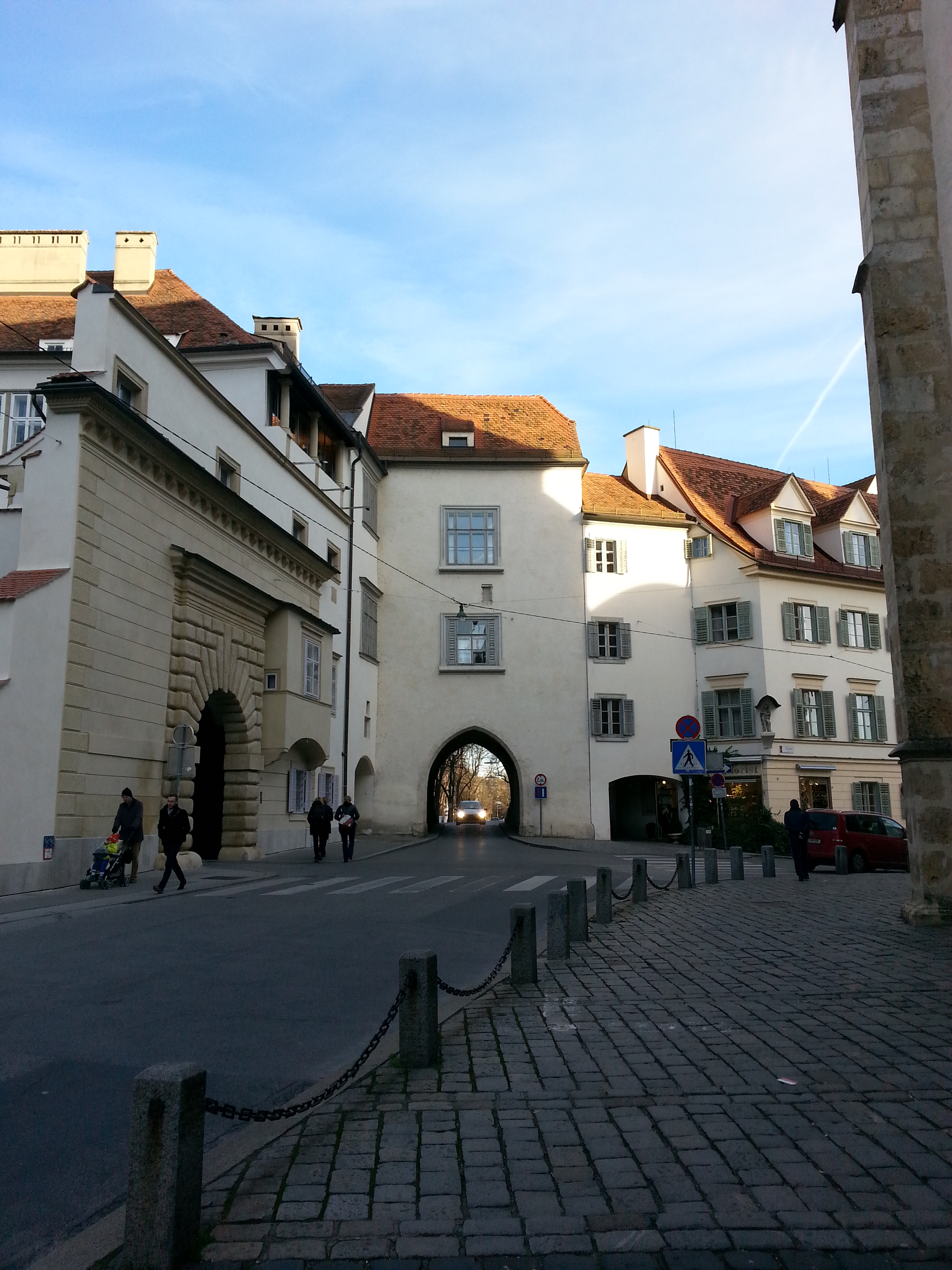
Le château de Graz, construit de 1438 à 1453.

En 1414, Ernest s'attribua le titre d'archiduc (Erzherzog) au même niveau que les princes-électeurs de la Bulle d'or. Il est de ce fait le premier prince Habsbourg à avoir porté ce titre en utilisant le faux Privilegium Maius de 1359. Sons fils, Frédéric V, fut roi des Romains en 1440 puis empereur (sous le nom de Frédéric III) à partir de 1452. Il a aussi donné à l'Autriche le statut d'archiduché en 1453.
Toutes les branches s'éteignent au cours du XVe siècle avec l'extinction de la lignée albertinienne (Ladislas le Posthume) en 1457 et la renonciation de l'archiduc Sigismond de la lignée tyrolienne en 1490, sauf la lignée d'Autriche intérieure qui les unis désormais. Sous le règne des successeurs d'empereur Frédéric III, Maximilien et Charles Quint, les pays autrichiens ont été au cœur de la monarchie de Habsbourg. En 1500, les archiducs ont aussi acquis les possessions des comtés de Goritz (Görz) au Littoral et au Tyrol oriental.

### Deuxième séparation
En 1564, la lignée réunifiée est à nouveau séparée par les enfants de l'empereur Ferdinand Ier, l'arrière-petit-fils de Frédéric III : méfiant vis-à-vis son fils aîné et héritier du trône Maximilien II qui a adhéré à la Réforme protestante, il a créé les lignées d'Autriche intérieure et tyrolienne  sont refondées respectivement par ses deux jeunes fils Charles II et Ferdinand qui régna sur le Tyrol et l'Autriche antérieure jusqu'à sa mort en 1595. La lignée d'Autriche intérieure à Graz a accepté d'assumer une grande partie de l'effort pour consolider les confins militaires en cadre des guerres austro-turques.
Après le décès de l'archiduc Charles II d'Autriche-Styrie en 1590, son fils héritier Ferdinand II prend sa succession dans le gouvernement de l'Autriche intérieure. Comme son père élevé dans le catholicisme, il s'est dévoué à la Contre-Reforme avec l'aide des jesuits à Graz. Les tensions qui en résultent se répandirent dans tout l'Empire puisque Ferdinand III est devenu roi de Bohème en 1617 et empereur (sous le nom de Ferdinand II) en 1619, enflammant la guerre de Trente Ans.

Carte des pays autrichiens au XVIIIe siècle.

Lors du couronnement de Ferdinand II, la « secundogéniture » d'Autriche intérieure prévaut à nouveau. Une branche cadette tyrolienne de l'archiduc Léopold V, jeune frère de Ferdinand II, et ses descendants survit jusqu'en 1665, date à laquelle ses territoires sont finalement rendus au contrôle de l'empereur Léopold Ier avec les autres terres des Habsbourg d'Autriche. Comme unité administrative, l'Autriche intérieure existait jusqu'à l'époque de l'impératrice Marie-Thérèse au XVIIIe siècle.

## Ducs et archiducs de l'Autriche intérieure

### Lignée léopoldinienne
- 1379–1386 : Léopold III le Juste
- 1386–1406 : Guillaume l'Ambitieux, son fils aîné
- 1406–1411 : Léopold IV le Gras, son frère cadet
- 1411–1424 : Ernest de Fer, son frère cadet
- 1424–1493 : Frédéric V, fils d'Ernest, élu roi des Romains (Frédéric III) en 1440 et couronné empereur en 1452, héritier de toutes lignées habsbourgeoises.

### Lignée d'Autriche intérieure
- 1564–1590 : Charles II, fils cadet de l'empereur Ferdinand Ier
  - 1590–1593 : Ernest, régent
  - 1593–1595 : Maximilien III le Maître allemand, régent
- 1595–1637 : Ferdinand II, fils de Charles II, empereur à partir de 1619, héritier de toutes lignées habsbourgeoises.